# Транссибирски (филм)
„Транссибирски“ (на английски: Transsiberian) е криминален трилър филм от 2008 г. на режисьора Брад Андерсън с участието на Уди Харелсън и Емили Мортимър.
Основното място за снимките е Вилнюс, като допълнителни кадри са правени също в Русия и Китай.

## Сюжет
Двойката американци Рой (Харелсън) и Джеси (Мортимър) се впускат в авантюристичен воаяж с Транссибирски екпрес, завръщайки се от християнска мисия в Китай. По време на пътуването се запознават с друга двойка, която се оказва, че не е това, за което се представя или изглежда...